# Schloß Königswald
Schloß Königswald ist eine deutsche Literaturverfilmung von Peter Schamoni aus dem Jahr 1988. Der Film, der im Fernsehen auch unter dem Titel Die letzte Geschichte von Schloß Königswald lief, beruht auf der Novelle Königswald von Horst Bienek.

## Handlung
Auf Schloss Königswald in Böhmen haben sich kurz vor Ende des Zweiten Weltkriegs verschiedene hochadelige Damen versammelt: Fürstin Großmutter hat das Schloss in den Besitz ihrer Enkelin Ursela übergeben, Gräfin Hohenlohe sitzt im Rollstuhl und wird von Hausmädchen Milka täglich durch den zum Schloss gehörenden Park gefahren, Gräfin Posadowsky sah ihr Schloss brennen und flüchtete auf Schloss Königswald und auch Gräfin Dohna und Gräfin Woronzoff sind als Flüchtlinge auf das Schloss gekommen. Alle warten ängstlich und gespannt, wer als erstes eintreffen wird: die Russen oder die Amerikaner. Zuerst jedoch kommt auf einem Fahrrad Freifrau von Boehme an, eine entfernte Verwandte der Schlossbesitzer. Sie heiratete einst einen Cousin der Familie und ist daher Urselas Tante. Früher war sie eine erfolgreiche Sängerin und Tänzerin und schwärmt nun immer wieder von ihren Erfolgen auf den größten Bühnen Europas, während der Hochadel eher pikiert auf sie reagiert.
Schloss Königswald wird zunächst von den Deutschen besetzt. Sie wollen das Schloss als eine Festung gegen die Russen oder Amerikaner machen und notfalls bombardieren lassen. Die alten Damen beschließen, einen dafür vorgesehenen Granatwerfer unschädlich zu machen. Milka hat eine Affäre mit Feldwebel Franz Hallhuber, dem Adjutanten des leitenden Hauptmanns Kolk, begonnen. Fürstin Großmutter feiert ihren 80. Geburtstag und lädt die Soldaten und Hauptmann Kolk auf das Schloss ein. Während der Feier versteckt Milka Hallhuber im Sektkeller und die Frauen stellen den Deutschen nach der Feier ein Ultimatum: Sie geben vor, Hallhuber als Geisel genommen zu haben und wollen so den Abzug der Deutschen erzwingen. Kolk jedoch stellt seinerseits ein Ultimatum. Er will alle Frauen erschießen lassen, wenn Hallhuber nicht freigelassen wird. Bevor sich eine der beiden Seiten entscheiden kann, ziehen die Deutschen jedoch ab, da der Tod Adolf Hitlers gemeldet wird. Sie lassen Hallhuber zurück und Milka versteckt ihn nun auf dem Dachboden des Schlosses.
Kurz darauf erscheinen die Amerikaner. Sie wollen zunächst das Schloss räumen lassen. Die alten Damen bringen sie jedoch dazu, einer friedlichen Koexistenz auf dem Schloss zuzustimmen. Als die Deutschen kapitulieren, kommt es zu einer großen Freudesfeier auf dem Schloss. Freifrau von Boehme tanzt mit den GIs Charleston und Boogie Woogie und es gibt zum ersten Mal seit langem echten Kaffee. Die Freude bei den Frauen währt jedoch nur kurz: Nach dem Abkommen der Alliierten müssen die Amerikaner das Schloss für die Rote Armee räumen. Die adeligen Damen entschließen sich, mit den Amerikanern zu gehen. Fürstin Großmutter will sich auf dem Schloss ihrer Verwandten am Rhein niederlassen und auch die anderen Frauen dürfen ihr folgen. Milka entschließt sich, auf dem Schloss zu bleiben, wo immer noch Hallhuber versteckt ist. Auch Diener Karl, der in Wirklichkeit Karel Swoboda heißt, bleibt zurück. Der Trupp der Frauen setzt sich in Bewegung, nur Ursela kehrt noch einmal kurz zum Schloss zurück. Hier hat es sich Karl bereits mit Sekt und Zigarre gemütlich gemacht, während Milka im Brautkleid Arm in Arm mit Hallhuber durch den Park geht. Ursela kehrt um und schließt sich den alten Damen an.

## Produktion

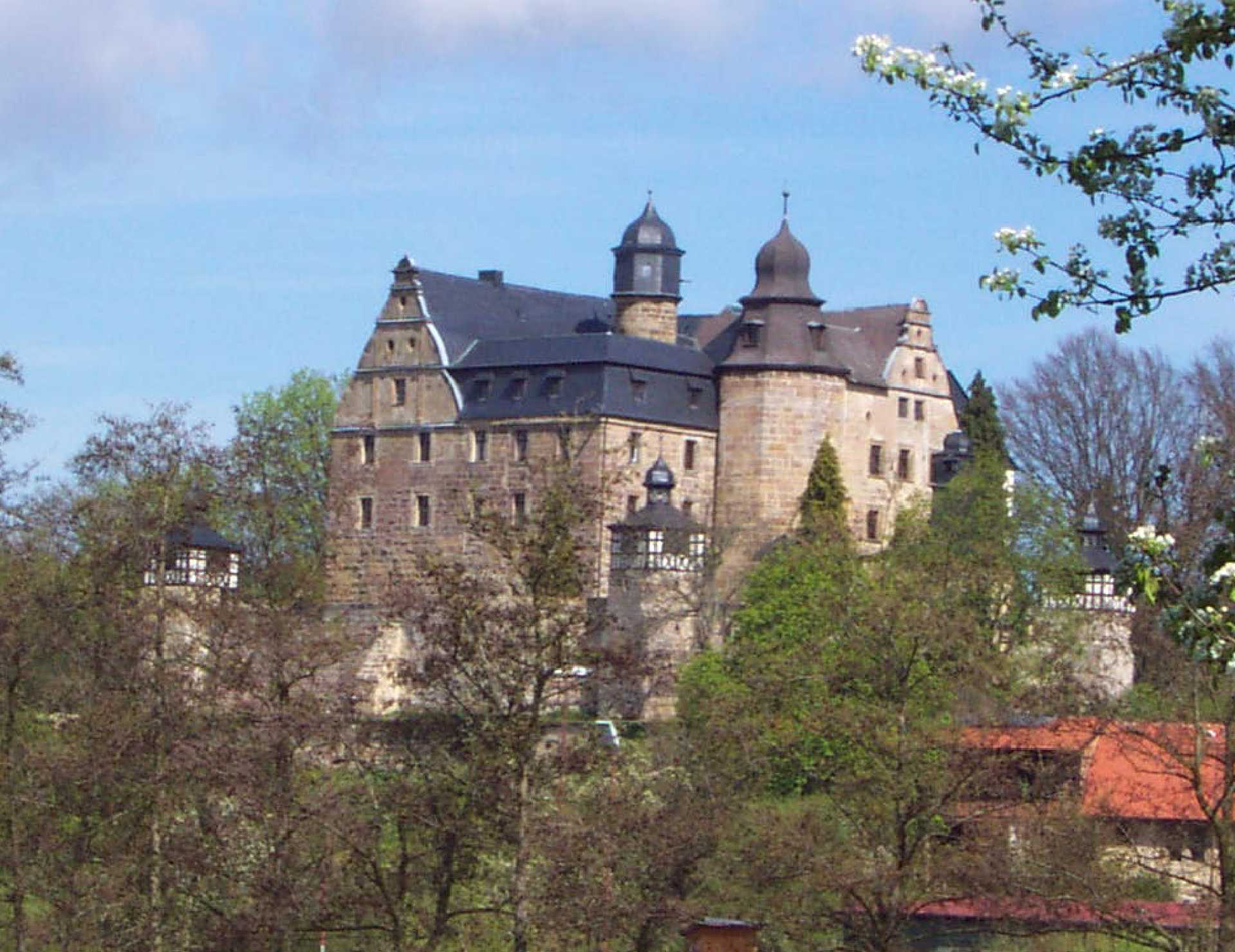
Burg Wernstein, im Film Schloss Königswald

Schloß Königswald wurde vom 20. April bis 20. Juni 1987 auf Burg Wernstein bei Kulmbach und auf Schloss Au in Freising gedreht. Die Atelieraufnahmen entstanden im Bavaria Filmstudio. Der Film erlebte am 14. Januar 1988 seine Premiere.
Die Filmmusik schrieb Ralph Siegel. Daneben sind Stücke von Peter Kreuder (Für eine Nacht voller Seligkeit), Frédéric Chopin (Minutenwalzer), Jimmy Jackson und Peter Tschaikowsky zu hören.
Schloß Königswald war der letzte Spielfilm, in dem Marika Rökk auftrat. „… es ist kein Geheimnis, daß […] sich [Marika Rökk] neben den anderen berühmten Kinodamen sozusagen im Freistil, mit Ellenbogen und Tanzbeinen, nach vorn gekämpft hat, kein leichter Stand für Regisseur und ‚Ringrichter‘ Peter Schamoni“, so Elvira Reitze im Nachwort von Rökks Biografie Herz mit Paprika.
Die 67-jährige Kostümbildnerin Charlotte Flemming entwarf hier zum letzten Mal die Kleider für einen Kinofilm.

## Kritik
Der film-dienst nannte den Film „eine auf Grund der zeithistorisch kritischeren Vorlage von Horst Bienek zu vorsichtige und widersprüchlich angelegte Komödie, deren politischer Hintergrund nicht mehr zum Tragen kommt. Das auch künstlerisch interessante Ereignis ist der gelungene Wiederauftritt einer bühnenmäßig exzellent agierenden alten Schauspielergarde.“ Für Cinema war Schloß Königswald eine „grandiose Gala alter Bühnen-Diven“.

## Auszeichnungen
Carola Höhn, Marianne Hoppe, Camilla Horn, Ortrud von der Recke, Fee von Reichlin, Marika Rökk und Rose Renée Roth wurden 1988 mit dem Darstellerpreis des Bayerischen Filmpreises ausgezeichnet. Die Jury lobte die Darstellerriege in ihrer Begründung als „Glücksfall einer einmaligen Besetzung. […] Es ist die Stärke dieser professionellen Gruppe, daß sie sich nicht in Einzelminiaturen auflöst. Nur gemeinsam sind sie stark, auch wenn Marika Rökk zuweilen versucht, sich mit ihrer ungezügelten Spielfreude in den Vordergrund zu mogeln“. Milan Bor erhielt zudem den Bayerischen Filmpreis für die beste Tongestaltung.